# Warsaw Shore: Ekipa z Warszawy
Warsaw Shore: Ekipa z Warszawy o soltanto Warsaw Shore (Varsavia Shore) è uno show polacco in onda su MTV, è lo spin-off di Jersey Shore e Geordie Shore.

## Storia
La prima stagione di Warsaw Shore è andata in onda il 10 novembre 2013. Nel 2014 la serie viene trasmesso pure in Danimarca, in Svezia, in Germania, in Svizzera, in Finlandia, in Belgio, in Olanda e in Norvegia. Il 10 febbraio 2014 viene confermata una seconda stagione, che è andata in onda dal 20 aprile 2014. Il 23 gennaio 2015, MTV Polonia conferma per una terza stagione che andrà in onda in primavera 2015.

## Puntate
| Puntate          | Episodi | Prima TV Polonia | Prima TV Italia |
| ---------------- | ------- | ---------------- | --------------- |
| Prima stagione   | 13      | 2013             |                 |
| Seconda stagione | 13      | 2014             |                 |
| Terza stagione   | 18      | 2015             |                 |
| Quarta stagione  | 12      | 2015             |                 |
| Quinta stagione  | 16      | 2016             |                 |
| Sesta stagione   | 12      | 2016             |                 |
| Settima stagione | 12      | 2017             |                 |
| Ottava stagione  | 12      | 2017             |                 |

## Cast
- Alan Kwieciński (stagione 2-4)
- Alicja Herodzińska (stagione 2)
- Anna "Mała" Aleksandrzak (stagione 1-5)
- Anna "Duża" Ryśnik (stagione 1-5)
- Damian Zduńczyk (stagione 3-5)
- Eliza Wesołowska (stagione 1-2)
- Ewelina Kubiak (stagione 1-3, 5)
- Klaudia Stec (stagione 3-5)
- Jakub "Ptyś" Henke (stagione 2, 4-5)
- Magdalena Pyznar (stagione 3-5)
- Malwina Pycka (stagione 2)
- Mariusz "Śmietana" Śmietanowski (stagione 1)
- Paweł Cattaneo (stagione 1-3)
- Paweł "Trybson" Trybała (stagione 1-2)
- Wojciech Gola (stagione 1-5)
- Piotr Kluk (stagione 5)